# كارلوس هرنانديز (لاعب كرة قاعدة فنزويلي)
كارلوس هرنانديز (بالإسبانية: Carlos Enrique Hernández)‏ هو لاعب كرة قاعدة فنزويلي، ولد في 22 أبريل 1980 في غواكارا ‏ في فنزويلا.

## وصلات خارجية
- كارلوس هرنانديز (لاعب كرة قاعدة فنزويلي) على موقعبيزبول رفرنس.كوم (الدوري الرئيسي) (الإنجليزية)
- كارلوس هرنانديز (لاعب كرة قاعدة فنزويلي) على موقعبيزبول رفرنس.كوم (الدوري الثانوي) (الإنجليزية)
- كارلوس هرنانديز (لاعب كرة قاعدة فنزويلي) على موقع مشجعي الرسوم البيانية (الإنجليزية)